# Проксима Центавра b
Про́ксима Цента́вра b (также известна как Проксима b) — экзопланета, вращающаяся вокруг красного карлика Проксима Центавра, ближайшей к Солнцу звезды. Также возможно обозначение Альфа Центавра C b, так как Проксима Центавра является третьей (наименьшей) звёздной компонентой в системе Альфа Центавра.
Расположена на расстоянии примерно 4,22 светового года (1,3 парсека, 40 трлн км) от Земли в созвездии Центавра. Является ближайшей известной экзопланетой и одновременно ближайшей экзопланетой, находящейся в зоне обитаемости.
Об открытии было объявлено 24 августа 2016 года сотрудниками Европейской южной обсерватории. Планета была обнаружена методом радиальных скоростей, при котором периодическое смещение спектральных линий в спектре звезды, обусловленное эффектом Доплера, позволяет определить наличие планеты на орбите вокруг звезды.

## История открытия
Первое указание на наличие планеты было получено группой под руководством Микко Туоми в 2013 году, во время разбора архивных данных о движении Проксимы Центавра, полученных с помощью двух спектрографов HARPS и UVES. В публикации предполагалось существование четырёх планет c периодами обращения в 11, 31, 320 и 2000 суток, которые тогда не нашли подтверждения.
Чтобы подтвердить возможность обнаружения новой экзопланеты, в январе 2016 года Европейская южная обсерватория запустила кампанию, получившую название «Бледно-красная точка» (Pale Red Dot).
Первое сообщение об открытии экзопланеты появилось в журнале Der Spiegel 12 августа 2016 года.
24 августа 2016 года существование Проксимы Центавра b было подтверждено группой астрономов под руководством сотрудника Лондонского университета королевы Марии Гиллема Англада-Эскуде.
Существование планеты Проксима Центавра b было подтверждено учёными в 2020 году с помощью спектрографа ESPRESSO Очень Большого Телескопа (VLT). Также были уточнены её масса — не менее 1,173 ± 0,086 массы Земли и период обращения — 11,18427 ± 0,00070 дня.

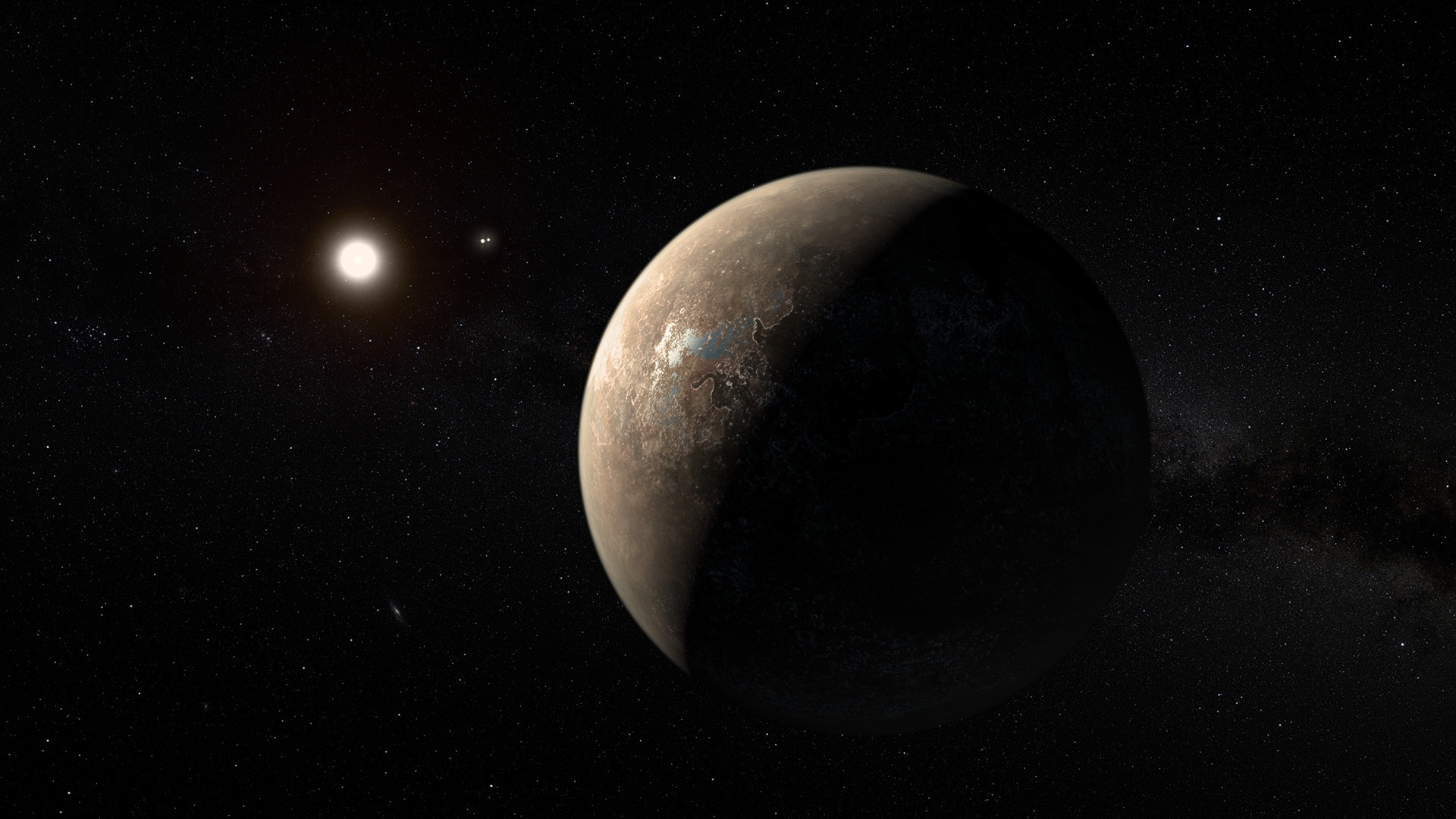
Проксима Центавра b в представлении художника

## Характеристики

### Родительская звезда
Планета обращается вокруг Проксимы Центавра, красного карлика спектрального класса M5,5Ve, входящего в тройную звёздную систему Альфа Центавра.
Звезда имеет массу 0,12 M☉ и радиус 0,14 R☉. Возраст звезды 4,85 млрд лет, температура поверхности — 3042 K.
Несмотря на то, что это ближайшая к Солнцу звёздная система, Проксима Центавра невооружённым глазом с Земли не видна из-за своей малой светимости (0,0015 L☉), видимая звёздная величина — 11,13m.

### Орбита

Схема планетной системы Проксимы Центавра. Зелёным показана зона обитаемости

Планета обращается на расстоянии около 7,3 млн км (0,05 а.е.) от Проксимы Центавра с орбитальным периодом около 11,2 земных суток. Несмотря на такое близкое расстояние, ввиду слабой светимости звезды планета получает как раз такое количество тепла, чтобы вода на её поверхности могла существовать в виде жидкости и не замерзать в вечные льды.

### Масса, радиус и ускорение свободного падения
Минимальная масса этой экзопланеты равна 1,173 ± 0,086 M⊕. Если допустить, что у планеты каменистый состав и плотность, равная плотности Земли (5,51 г/см³), то её минимальный радиус будет равен 1,1 радиуса Земли. Ускорение свободного падения, опираясь на эти данные, равно 10,2968 м/с².

### Температура
Проксима Центавра b получает от своей родительской звезды примерно 65 % света, который Земля получает от Солнца. Планета имеет равновесную температуру 234 K (−39,15 °С).

## Жизнепригодность
Неизвестно, является ли планета пригодной для жизни. Было заявлено, что орбита находится в пределах обитаемой зоны Проксимы Центавра — в области, где при надлежащих условиях и свойствах атмосферы жидкая вода может существовать на поверхности планеты. Её наличие не противоречит известным климатическим моделям и различным вариантам состава атмосферы — от полного покрытия поверхности при парциальном давлении CO2 ≳ 1 бар, до небольшого скопления ледников на полярных шапках при давлении CO2 ∼0,5 бар.
Согласно оценке, Проксима Центавра b в настоящее время получает в 60 раз больше высокоэнергетического излучения, чем Земля и в 400—404 раза больше рентгеновского излучения, чем Земля, это при том, если у этой экзопланеты нет магнитного поля, а общее количество полученного излучения с момента образования превышает в 7—16 раз количество излучения, полученного Землёй. Такие показатели допускают возможность существования биосферы, использующей биологическую флуоресценцию как защитный механизм от вспышек ультрафиолетового излучения Проксимы Центавра. Данное явление, известное у некоторых видов коралловых полипов, теоретически может наблюдаться как временная биосигнатура на экзопланетах, обращающихся вокруг звёзд с активным УФ-излучением.
Астрономы зарегистрировали мощную вспышку на родительской звезде в марте 2017 года с помощью радиотелескопа Atacama Large Millimeter Array. Её яркость увеличилась на протяжении 10 секунд в 1000 раз. Этой вспышке предшествовала более слабая вспышка на Проксиме Центавра, длившаяся менее 2 минут. Проксима Центавра b должна была получить огромную дозу радиации, поэтому, если на планете существовала биосфера, это было для неё катастрофическим событием. Как отметила одна из исследователей, Мередит МакГрегор (англ. Meredith MacGregor), подобные многочисленные вспышки могли лишить планету атмосферы или океана и сделать её поверхность абсолютно безжизненной.

## Галерея

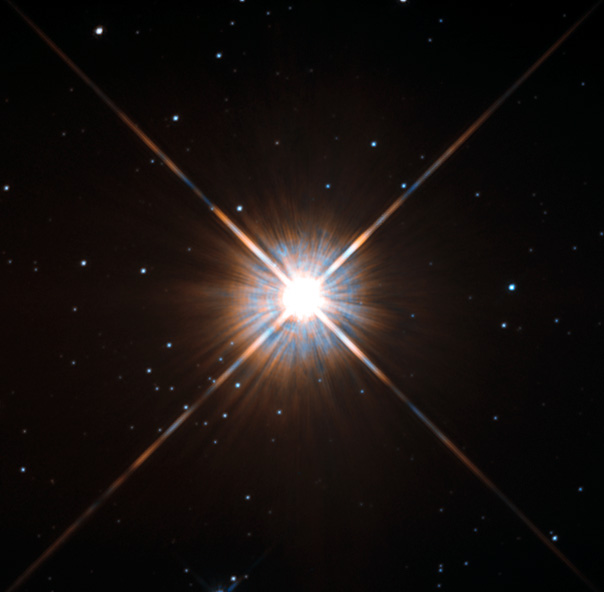
Проксима Центавра, снимок телескопа Хаббл
Скорость движения Проксимы Центавра относительно Земли, измеренная в течение первых трёх месяцев 2016 года. Единицы по вертикальной оси: км/ч
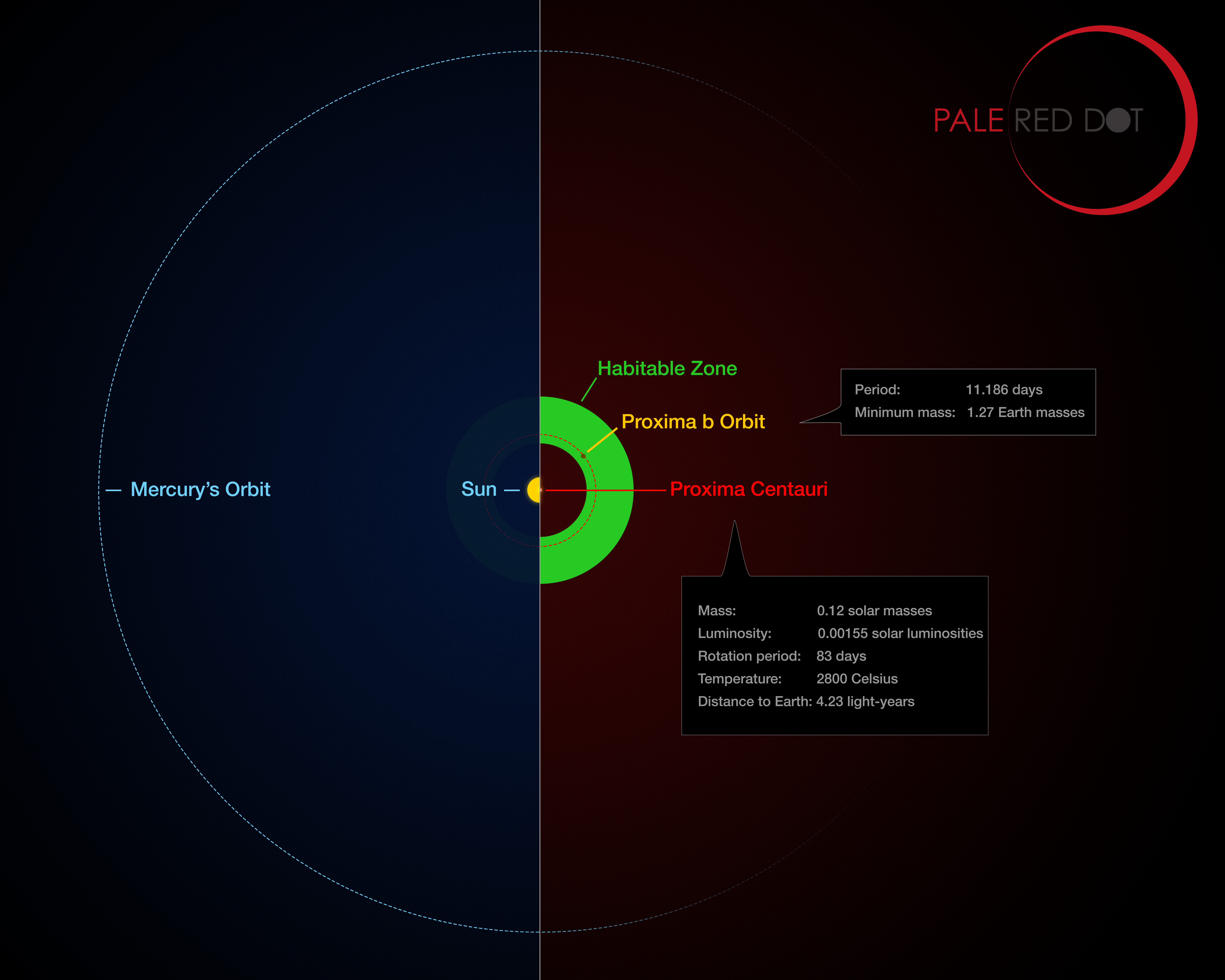
Положение орбиты Проксимы Центавра b в зоне обитаемости